# Chen Weiqiang
Chen Weiqiang (陈伟强S; Dongguan, 7 giugno 1958) è un ex sollevatore cinese.
Campione olimpico ai Giochi di Los Angeles nel 1984, ha gareggiato principalmente nelle categorie dei pesi gallo (fino a 56 kg) e dei pesi piuma (fino a 60 kg).

## Carriera
Chen ha partecipato alle edizioni del 1977, 1978 e 1979 dei Campionati mondiali di sollevamento pesi, ottenendo come miglior risultato il sesto posto a Gettysburg 1978 nei pesi gallo.
Nel 1982 ha vinto la medaglia d'oro ai Giochi asiatici di Nuova Delhi nei pesi piuma.
Nel 1984, anche grazie al boicottaggio di quell'edizione dei Giochi da parte dei Paesi dell'Est europeo appartenenti al blocco sovietico, vinse la medaglia d'oro nei pesi piuma alle Olimpiadi di Los Angeles, competizione valida anche come Campionato mondiale, sollevando 282,5 kg nel totale (125 + 157,5).
Chen Weiqiang ha realizzato due record del mondo nel corso della sua carriera, entrambi nello slancio e nei pesi gallo.